# Sylvanus Nimely
Sylvanus Nimely (sinh ngày 4 tháng 9 năm 1998) là một cầu thủ bóng đá người Liberia thi đấu ở vị trí tiền đạo for câu lạc bộ tại Giải bóng đá ngoại hạng Nga F.K. Spartak Moskva. Anh trai của anh, Alex, cũng là một cầu thủ bóng đá.

## Sự nghiệp câu lạc bộ

### Spartak Moskva
Vào ngày 23 tháng 2 năm 2017, anh gia nhập câu lạc bộ tại Giải bóng đá ngoại hạng Nga F.K. Spartak Moskva.

## Quốc tế
Anh ra mắt quốc tế vào ngày 7 tháng 9 năm 2013, vào sân ở phút 70 thay cho Samuel Thompson trong thất bại 4–1 tại Vòng loại Giải vô địch bóng đá thế giới 2014 trước Angola tại Sân vận động Quốc gia Tundavala ở Lubango. Sau đó FIFA cho Angola thắng 3–0 vì Liberia đưa vào sân cầu thủ không hợp lệ Nathaniel Sherman.